# تشم تنغ (إسماعيل خاني)
تشم تنغ (بالفارسية: چم‌تنگ) هي قرية تقع في إيران في قسم دشتي إسماعيل خاني الريفي. يقدر عدد سكانها بـ 98 نسمة بحسب إحصاء 2016.